# Samyukt Kisan Morcha
Sanyukt Kisan Morcha (Front Unit d'Agricultors) és un Front Unit de més de 40 sindicats d'agricultors indis constituïts el novembre de 2020 per coordinar la Satyagraha dels agricultors contra la decisió de Narendra Modi liderada per l'Aliança Democràtica Nacional (NDA) a aplicar les tres lleis agricoles de 2020. Els sindicats agrícoles han afirmat que les lleis són una imposició no desitjada, violen la constitució, són anti-agricultors, i pro grans empreses. Els quaranta sindicats que formen part del Sanyukt Kisan Morcha (SKM) són ideològicament diversos. Tot i així, continuen units en la seva estratègia de moviment pacífic i en el seu programa per aconseguir que el Govern derogue les tres “lleis agrícoles” i estableixi una llei per garantir el preu mínim de suport (PMS). Un gran nombre d'organitzacions sindicals donen suport a l'SKM i han aprovat la seva protesta. El SKM ha mantés nou rodes de converses amb el govern per derogar sense èxit les tres factures agrícoles.

## Funció
Sanyukt Kisan Morcha, que manté relacions amb més de 500 sindicats agrícoles i de treballadors nacionals i amb els quals coordina la seva acció, és el centre del moviment agrícola: representa el sindicat d'agricultors en converses amb el govern, emet declaracions en nom de tots els sindicats i coordina l'estratègia i la tàctica entre els diferents grups. SKM ha guanyat notorietat després que els camperols protestants marxessin a Delhi amb els seus tractors i carretons a través de la frontera entre Panjab i Haryana. La intenció era construir una cadena d'agricultors que assetjaren el territori de la NCR davant l'oposició de la policia de Haryana i la policia de Delhi els dies 25 i 26 de novembre, i arran de la decisió del Ministeri de l'Interior (MHA), de desplegar la policia de Delhi per evitar que els agricultors entressin a Delhi el 26 de novembre de 2020. Com a resultat de la decisió del MHA i les accions policials de Haryana i la policia de Delhi, el SKM ha dut a terme una protesta pacífica, mantenint-se al carrer en tractors. Molts agricultors van morir a causa del fred que feia a les fronteres de Delhi-Haryana, Delhi-Uttar Pradesh (UP) i a la frontera Haryana- Rajasthan des del 26 de novembre de 2020. Les estimacions de la població d'agricultors que arriben per rotació des de Punjab, Haryana i diverses parts del país en camps a les fronteres de Delhi varien entre 100.000 i 300.000. El SKM i els seus principals camps partidaris a Haryana es troben a Singhu i Tikri, a la frontera entre Haryana i Delhi, on s’enfronten a la policia de Delhi i Haryana. A Palwal, a Haryana, els partidaris de SKM s’enfronten a la policia de Haryana, que els ha impedit viatjar a Delhi. A UP, els camps principals es troben a Ghazipur, Chila (carretera Noida-Delhi), a la frontera UP-Delhi, on els agricultors s’enfronten a la policia d’ Uttar Pradesh i Delhi. A la frontera amb Haryana i Rajasthan, el campament principal del SKM és a prop de Shahjaha, on els agricultors s’enfronten a la policia de Haryana i el Rajasthan.